# Hans-Henrik Ley
Hans-Henrik Ley (25. oktober 1923-2. august 2014) var en dansk jazzmusiker, producer, forfatter, komponist og tv-vært.

## Karriere
Hans-Henrik Ley indledte sin karriere som musiker og komponist i 1940'erne. I 1957 spillede han klaver i Erik Moseholm's Octet. I 1958 indspillede Erik Moseholm Leys komposition "Blues for Strings". I 1966 spillede han klaver i Arnvid Meyers Orkester og medvirkede blandt andet på nogle studieoptagelser fra den 23. november 1966 ("Brother John’s Blues" (Ben Webster), "Duke’s in Bed" (Johnny Hodges), "Nancy – With the Laughing Face" (James van Heusen)).
Som programleder på Danmarks Radio (DR) leverede Ley musik og historier til hele den generation, der i 1960'erne voksede op med radioen som massemedie. I 1968 skrev og illustrerede han børnebogen Skorstensfejeren gik en tur og komponerede musikken til sangen. Skorstensfejeren gik en tur kom som den første børnesang i Danmark på 'Top 20-listen'. Den medfølgende sangleg blev en succes landet over og er en klassiker. Hans-Henrik Leys tegninger til Skorstensfejeren gik en tur blev siden animeret til en tv-kortfilm, for hvilken han vandt 'Prix Jeunesse'. Han skrev efterfølgende både musik og tekst til mange andre danske børnesange.
I 1966 skrev han musikken til seks afsnit af tegnefilmene "Hvordan man opdrager sine forældre", der indgik som en af fire serier i årets tv-julekalender på DR-TV. Det var begyndelsen på en lang række tegnede kortfilmsproduktioner for børn og fra 1968 til 1971 skrev han musikken til alle 19 film med Cirkeline.
I 1970'erne blev han kendt af børn over hele landet som vært på DR i programmet Legestue. Et fast afslutningssegment i hans show var at børste tænder på en tøjdukke, der hed "Filuren", hvorefter han endte med at synge "Sovesangen", mens Filuren faldt i søvn. "Sovesangen" har tekst af Sven Møller Kristensen (1909-1991) og musik af Bernhard Christensen (1906-2004) og blev udgivet første gang i bogen De syv porte fra forlaget Gyldendal i 1955 (genudgivet på forlaget Unge pædagoger i 1969) .
I 1980 producerede han en seks episoders tegnet kortfilmserie "Miki – 3 år" animeret af Walter Lehmann for tre- til seksårige børn. Senere samme år animerede Hasse Christensen hans version af folkeeventyret "Guldlok og de tre bjørne", og i 1981 kom "Fløjte-Per og dragen". Begge havde tegninger og musik af Hans-Henrik Ley. Han fortsatte i folkeeventyrgenren med "Tommeltot", "Askepot" og "Snehvide" for børn i fem- til elleveårs alderen. De omkring ti minutter lange kortfilm var animerede som dukketeaterspil af Walther Lehmann. I 1981 lavede han manuskript, design og musik til en række pædagogiske kortfilm om børns forhold til kæledyr.
I 1994 vandt Anders Koppel og Hans-Henrik Ley en Robert for årets musik til den danske tegnefilm Jungledyret (1993).
I 2004 blev Bennys badekar (danmarkspremiere 6. marts 1971; komponist: Hans-Henrik Ley) indlemmet i Kulturministerens kulturkanon for danske film.
I 2013 uddelte DPA (Danske Populær Autorer) - foreningen for danske komponister, sangskrivere og tekstforfattere - et æreslegat til Hans-Henrik Ley. Han fik æreslegatet på 25.000 kr. for sit livsværk, der skabte kvalitetsmusik, også for de mindste børn.

## Privatliv
Hans-Henrik Ley var gift tre gange. Med sin første kone, Grethe Ley, fik han døtrene Liselotte Ley i 1953 og Linda Ley i 1958. Med sin anden kone, Bente Arendrup, fik han datteren Marie Louise Mileck i 1962 og sønnen Hans Christian Ley i 1964. Sidst var han gift med forfatter og talepædagog Jette Bak. I 1973 fik de datteren Camilla Ley Valentin og i 1976 sønnen Jacob Ley, som skrev John Dillermand.

## Jazz
- 1957. "Divinita" og "Thou Swell". Erik Moseholm's Octet. Hans-Henrik Ley, Piano
- 1958. "Blues for Strings". Komponist: Hans-Henrik Ley; bas: Erik Moseholm; violin: Svend Asmussen; violin: Poul Olsen; violin: Finn Ziegler; cello: Erling Christensen. Genudgivet på CD i 1998

## Børnesange
- 1968. "Skorstensfejeren gik en tur". Tekst: Hans-Henrik Ley; komponist: ukendt. Sang: Hans-Henrik Ley, Linda Ley og Liselotte Ley
- 1968. "Bim Bam Busse". Fra filmen Cirkeline. Tekst og melodi: Hans-Henrik Ley. Sang: Linda Ley m.fl.
- 1968. "Cirkeline har fødselsdag". Tekst og melodi: Hans-Henrik Ley. Sang: Linda Ley m.fl.
- 1970. "Blækspruttesangen". Fra filmen Bennys Badekar: Tekst og melodi: Hans-Henrik Ley. Sang: Peter Belli; bas: Niels-Henning Ørsted Pedersen; trommer: Bjarne Rostvold

Fra samme film – "Søhestesangen", "Sørøversangen", "Krabbesangen", "Havfruesangen". Tekst: Jan Bredsdorff; Melodi: Hans-Henrik Ley

## Film
- 1971. Bennys badekar – Komponist
- 1993. Jungledyret – Komponist, Soundtrack (Forfatter: "Wulle Wap Sang", "DelleKaj's Sang", "Skateboard Sang")
- 1996. Jungledyret 2 – den store filmhelt – Soundtrack (Musik: "Hulesangen")
- 1998. Cirkeline: Storbyens mus – Komponist
- 2000. Cirkeline 2: Ost og kærlighed – Komponist (som Hans Henrik Ley)

## TV
- 1966. Hvordan man opdrager sine forældre (TV serie) – Komponist
- 1967. Teleklub (TV serie) – Forfatter
- 1968. Cirkeline. Afsnit 1: Frederiks fødeselsdag. Komponist
- 1970'erne(?). Legestue – Studievært
- 1980. ”Miki – 3 år”. (1980; flytteanimation Walther Lehmann)

1. ”Miki – en almindelig dag” (En almindelig dag i drengen Miki’s liv; 13.19 	min.)

2. ”Miki – en hundedag” (Miki har en uheldig dag; 14.06 min.)

3. ”Miki – en solskinsdag” (Miki en solskinsdag; 12.46 min.)

4. ”Miki – en regnvejrsdag” (Miki leger i regnvejret; 16.18 min.)

5. ”Miki – en sygedag” (Miki får skoldkopper; 15.12 min.)

6. ”Miki – en fødselsdag” (Miki leger at han holder sin fødselsdag; 16.10 min.). 

- 1980. "Guldlok og de tre bjørne" (flytteanimation Hasse Christiensen; farver, 3 min.)
- 1980-1981.”Tommeltot” (flytteanimation Walther Lehmann; 10.24 min.)
- 1980-1981.”Askepot” (flytteanimation Walther Lehmann; ca. 10 min.)
- 1980-1981.”Snehvide” (flytteanimation Walther Lehmann; ca. 10 min.)
- 1981. "Fløjte-Per og Dragen" (1981; flytteanimation Hasse Christiensen; farver; 4.05 min.)
- 1981. ”Hunden Bingo” (om hvordan et barn bør behandle sin hund; flytteanimation Walther Lehmann; farver; 10.13 min.)
- 1981. ”Katten Pjevs” (om hvordan et barn bør behandle sin kat; flytteanimation Walther Lehmann; farver; 10.13 min.)
- 1981. ”Marsvinet Vims” (om hvordan et barn bør behandle sit marsvin; flytteanimation Walther Lehmann; farver; 10.13 min.)

## Bøger
- 1968. Skorstensfejeren gik en tur. Wilhelm Hansen Musik-Forlag, København 1968. Upagineret (ca. 40 sider). Tekst og illustrationer af Hans-Henrik Ley
- 1986. Abracadabra – with your bricks. (LEGO Build'n Play Series #2). Tekst af Jette Bak, illustrationer af Hans-Henrik Ley. Udgivet af Lego UK Limited.